# Miss Mundo 1962
Miss Mundo 1962 fue la 12.ª edición anual de Miss Mundo, cuya final se celebró en el Lyceum Theatre de Londres, el 8 de noviembre de 1962, transmitido por la BBC. 33 candidatas compitieron por la corona, cuya ganadora fue Catharina Lodders de Holanda, fue coronada por Miss Mundo 1961, la ahora fallecida Rosemarie Frankland de Reino Unido.

## Resultados
| Resultado final         | Candidata |
| ----------------------- | --- |
| Miss Mundo 1962         | - Holanda – Catharina Lodders |
| 1.ª Finalista           | - Finlandia – Kaarina Marita Leskinen |
| 2.ª Finalista           | - Francia – Monique Lemaire |
| 3.ª Finalista           | - Sudáfrica – Yvonne Maryann Ficker |
| 4.ª Finalista           | - Japón – Teruko Ikeda |
| Finalistas (Top 8)      | - Bélgica – Christine Delit - Dinamarca – Rikke Stisager - Estados Unidos – Amadee Chabot |
| Semifinalistas (Top 15) | - Argentina – María Amalia Ramírez - India – Ferial Karim - Israel – Ilana Porat - Jamaica – Chriss Leon - Reino Unido – Jackie White - Uruguay – María Noel Genovese - Venezuela – Betzabeth Franco Blanco |

## Candidatas
34 delegadas concursaron en el certamen:
| País           | Delegada                            |
| -------------- | ----------------------------------- |
| Alemania       | Anita Steffen                       |
| Argentina      | María Amalia Ramírez                |
| Austria        | Inge Jaklin                         |
| Bélgica        | Christine Delit                     |
| Brasil         | Vera Lúzia Saba                     |
| Canadá         | Marlene Leeson                      |
| Chipre         | Magda Michailides                   |
| Corea del Sur  | Chung Tae-ja                        |
| Dinamarca      | Rikki Stisager                      |
| Ecuador        | Elaine Ortega Hougen                |
| España         | Conchita Roig Urpi                  |
| Estados Unidos | Amadee Chabot                       |
| Finlandia      | Kaarina Marita Leskinen             |
| Francia        | Monique Lemaire                     |
| Grecia         | Glasmine Moraitou                   |
| Holanda        | Catharina Johanna Lodders           |
| India          | Ferial Karim                        |
| Irlanda        | Muriel O'Hanlon                     |
| Islandia       | Rannveig Ólafsdóttir                |
| Israel         | Ilana Porat                         |
| Italia         | Raffaella da Carolis                |
| Jamaica        | Chriss Leon                         |
| Japón          | Teruko Ikeda                        |
| Jordania       | Leila Emile Khadder                 |
| Luxemburgo     | Brita Gerson                        |
| Nueva Zelanda  | Maureen Te Rangi Rere me Waho Waaka |
| Perú           | Rosa Isabel Raschio D'Abbadi        |
| Portugal       | Palmira Ferreira                    |
| Reino Unido    | Jackie White                        |
| Sudáfrica      | Yvonne Maryann Ficker               |
| Suecia         | Margareta Palin                     |
| Taiwán         | Roxsana L.S. Chiang                 |
| Uruguay        | María Noel Genovese                 |
| Venezuela      | Betzabeth Franco Blanco             |

### No concretaron su participación
- Bolivia - Rosemarie Lederer Aguilera (Nunca llegó a competir).
- Paraguay - María Isabel Maas Uhl (Nunca llegó a competir).
- República Dominicana - Carolina Nouel (Se retira un día antes de la final).

## Sobre los países en Miss Mundo 1962

### Retiros
| - Bolivia - Ceilán - Líbano - Madagascar - Nicaragua | - República Dominicana - Rodesia y Nyasalandia - Surinam - Turquía |

### Regresos
- Compitió por última vez en 1959:
  -  Jamaica
  -  Portugal
- Compitieron por última vez en 1960:
  -  Canadá
  -  Jordania

### Crossovers
| Miss Universo - 1962: Bélgica - Christine Delit - 1962: Ecuador - Elaine Ortega Hougen - 1962: España - Conchita Roig Urpi - 1963: Francia - Monique Lemaire (Top 15) - 1964: Argentina - María Amalia Ramírez (Top 10) Miss Internacional - 1961: Ecuador - Elaine Ortega Hougen - 1962: Austria - Inge Jaklin - 1962: Holanda - Catharina Lodders (Tercera finalista) - 1962: Luxemburgo - Brita Gerson - 1962: Nueva Zelanda - Maureen Te Rangi Rere me Waho Waaka - 1963: Canadá - Marlene Leeson | Miss Europa - 1962: Holanda - Catharina Lodders (Tercera finalista) - 1962: Finlandia - Kaarina Marita Leskinen (Segunda finalista) Miss Escandinavia - 1963: Finlandia - Kaarina Marita Leskinen (Ganadora) Miss Naciones Unidas - 1963: Alemania - Anita Steffen (Semifinalista) - 1963: España - Conchita Roig Urpi - 1963: Finlandia - Kaarina Marita Leskinen (Tercera finalista) - 1963: Portugal - Palmira Ferreira - 1964: Francia - Monique Lemaire (Tercera finalista) Miss Maja - 1966: Irlanda - Muriel O'Hanlon (Primera finalista) |